# Jörg Poettgen
Jörg Michael Poettgen (* 12. Juli 1939 in Düsseldorf; † 27. Oktober 2014 in Bensberg) war ein deutscher Campanologe mit dem Forschungsschwerpunkt der Rheinischen Glockenkunde und ihren Glockengießern und deren Werkstätten. Ausgehend von mittelalterlichen Kirchenglocken widmete er sich intensiv der Erforschung der Pilgerzeichen, die häufig nur durch Eingüsse in den Glockenkörper überliefert sind.

## Leben
Jörg Poettgen besuchte im Düsseldorfer Stadtteil Oberkassel zunächst eine Grundschule und bis zum Abitur das altsprachlich ausgerichtete Comenius-Gymnasium. Ab 1959 studierte er Philosophie und katholische Theologie, zunächst an der Rheinischen Friedrich-Wilhelms-Universität Bonn und dann an den Universitäten in München und Köln. In Köln legte er 1965 sein theologisches Examen ab. Bis zum Ausscheiden aus dem Kirchendienst im Jahr 1974 wurde er in Köln und Leverkusen als Kaplan in der Seelsorge eingesetzt.
Nach seiner Heirat studierte er in Köln als Zweitstudium Pädagogik, Mathematik und Musik auf das Lehramt an Grund- und Hauptschulen. Bis 1978 war er im Schuldienst beschäftigt, dann arbeitete er bis zu seiner Pensionierung 1999 als Abteilungsleiter der Volkshochschule Overath-Rösrath im Rheinisch-Bergischen Kreis. Diese Tätigkeit brachte ihn zum Bergischen Geschichtsverein und führte zu einer langjährigen Forschertätigkeit in der Heimatkunde und in der Glockenkunde der Rheinlands und weit darüber hinaus.
Poettgens erste Begegnung mit der Glockenkunde waren Nachforschungen über die Glockengießer-Familie van Ouerraide. Als Standort ihrer für das 14. bis 16. Jahrhundert belegten Werkstatt war lange Overath angenommen worden, tatsächlich war es wahrscheinlich Köln. Der Historiker Kurt Köster, Begründer der Zentralen Pilgerzeichenkartei (PZK) im Germanischen Nationalmuseum, begleitete von 1982 bis zu seinem Tod sechs Jahre lang Poettgens Einstieg in die Glockenkunde und führte ihn auch an die Pilgerzeichenforschung heran.
Durch die 1986 von dem Campanologen Konrad Bund organisierte Ausstellung „Stimme der Stadt – Glocken und Glockenguß in Geschichte und Gegenwart“ in der Frankfurter Paulskirche kam Poettgen mit dem Deutschen Glockenmuseum in Kontakt. Bereits im selben Jahr wurde er auf Empfehlung Kurt Kösters in den wissenschaftlichen Beirat des Glockenmuseums berufen, dem er bis zu seinem Tod angehörte. 1988 wurde Poettgen in Nachfolge Kösters Mitherausgeber des Jahrbuchs für Glockenkunde. Ab 1993 war Poettgen Mitglied des Vorstands des Deutschen Glockenmuseums. Seine größte wissenschaftliche Leistung war das in 20-jähriger Forschung erarbeitete und 2005 erschienene Standardwerk 700 Jahre Glockenguss in Köln. Meister und Werkstätten zwischen 1100 und 1800.
Poettgen war mit einer Lehrerin aus Leverkusen verheiratet, lebte seit 1980 in Marialinden und hatte zwei Töchter.

## Veröffentlichungen

### Bibliografie
- Bibliographie der Veröffentlichungen von Jörg Poettgen. In: Konrad Bund, Rüdiger Pfeiffer-Rupp (Hrsg.): "Varia Campanologiae studia cyclica". 25 Jahre Deutsches Glockenmuseum auf Burg Greifenstein. Zugleich eine Festschrift für Jörg Poettgen zur Vollendung des 70. Lebensjahres (= Schriften aus dem Deutschen Glockenmuseum. Band 6). Deutsches Glockenmuseum, Greifenstein 2009, S. 215–220.

### Bücher
- Jörg Poettgen: Glocken der Spätgotik. Werkstätten von 1380 bis 1550 (= Geschichtlicher Atlas der Rheinlande. Beiheft. Band 12, 24). Rheinland Verlag, 1997, ZDB-ID 2237865-0.
- Jörg Poettgen: 700 Jahre Glockenguss in Köln. Meister und Werkstätten zwischen 1100 und 1800 (= Arbeitsheft der rheinischen Denkmalpflege. Band 61). Werner, Worms 2005, ISBN 3-88462-206-4.
- Jörg Poettgen: Die Aachener Domglocken. Das barocke Geläut von 1659 des Aachener Marienstifts. Kunst + Reise, Bad Homburg 2005, ISBN 978-3-940825-20-9.

### Aufsätze (partim)
- Jörg Poettgen: Das spätgotische Geläute von St. Aposteln: ein unbekanntes Werk des Kölner Meisters Johan von Andernach. In: Colonia Romanica, Jahrbuch des Fördervereins Romanische Kirchen Köln e. V. Band 2, 1987, ZDB-ID 634974-2, S. 16–32.
- Jörg Poettgen: Magister Sifride. Ein Kölner Glockengießer des 14. Jahrhunderts? In: Jahrbuch des Kölnischen Geschichtsvereins. Band 58, 1987, ZDB-ID 217799-7, S. 35–66.
- Jörg Poettgen: Kölner Glockengießer in Hessen. Künstlerwanderungen im Spätmittelalter am Beispiel der Kölner Meister Johan Bruwiler, Teil van Keppel und Tilman von Hachenburg. In: Jahrbuch für Glockenkunde. Band 1/2, 1989, ZDB-ID 1052945-7, S. 13–36.
- Jörg Poettgen: Trierer Glockengießer bis zum Ende des 16. Jahrhunderts. Studien zur Glockenkunde im Kurfürstentum Trier. In: Kurtrierisches Jahrbuch. Band 33, 1993, ZDB-ID 2591-4, S. 75–122.
- Jörg Poettgen: Europäische Pilgerzeichenforschung. Die zentrale Pilgerzeichenkartei (PKZ) Kurt Kösters in Nürnberg und der Forschungsstand nach 1986. In: Jahrbuch für Glockenkunde. Band 7/8, 1995, ZDB-ID 1052945-7, S. 195–206.
- Andreas Haasis-Berner, Jörg Poettgen: Pilgerzeichen als Zeugnisse der Wallfahrt zu den Heiligen Drei Königen - Neue Funde und Typologie. In: Ad Summum 1248. Der gotische Dom im Mittelalter. Ausstellung des Historischen Archivs der Stadt Köln aus Anlaß der Grundsteinlegung des Kölner Doms vor 750 Jahren. Historisches Archiv, Köln 1998, S. 167–179.
- Jörg Poettgen: Vergessene Glocken aus Kölner Kirchen: zur Problematik einer Translozierung von Glocken. In: Colonia Romanica, Jahrbuch des Fördervereins Romanische Kirchen Köln e. V. Band 14, 1999, ZDB-ID 634974-2, S. 103–114.
- Jörg Poettgen: Pilgerzeichen auf Glocken. Studien zu Geschichte, Verbreitung und Motivation ihrer Verwendung. In: Adrianus Maria Koldeweij, Dory Kicken (Hrsg.): Heilig en profaan 2. 1200 Laatmiddeleeuwse insignes. Hendrik J. E. van Beuningen, Rotterdam 2001, ISBN 90-90-14881-7, S. 128–136.
- Andreas Haasis-Berner, Jörg Poettgen: Die mittelalterlichen Pilgerzeichen der Heiligen Drei Könige. Ein Beitrag von Archäologie und Campanologie zur Erforschung der Wallfahrt nach Köln. In: Zeitschrift für Archäologie des Mittelalters. Band 30, 2002, S. 173–202.
- Jörg Poettgen: Der Beitrag der Glockenkunde zur Pilgerzeichenforschung von Kurt Köster bis heute. In: Hartmut Kühne, Lothar Lambacher, Konrad Vanja (Hrsg.): Das Zeichen am Hut im Mittelalter. Europäische Reisemarkierungen. Symposion in Memoriam Kurt Köster (1912 - 1986) und Katalog der Pilgerzeichen im Kunstgewerbemuseum und im Museum für Byzantinische Kunst der Staatlichen Museen zu Berlin (= Europäische Wallfahrtsstudien. Band 4). Peter Lang, Frankfurt am main u. a. 2008, ISBN 978-3-631-57408-9, S. 31–46.
- Jörg Poettgen: Karl der Große auf Aachener Pilgerzeichen des Mittelalters. Mit einem Katalog der bisher bekannten Exemplare. In: Aachener Geschichtsblätter. Band 110, 2008, S. 65–100.
- Jörg Poettgen: Die Meister der Glockengießerwerkstatt 'van Ouerraide'. Neue Erkenntnisse zu einem alten Thema. In: Achera. Beiträge zur Geschichte der Stadt Overath. 2009, ZDB-ID 331259-8, S. 99–111.
- Hartmut Kühne, Jörg Poettgen: Mittelalterliche Pilgerzeichen aus der Diözese Trier. Kurzkatalog und Befunde. In: Thomas Frank, Michael Matheus, Sabine Reichert (Hrsg.): Wege zum Heil. Pilger und heilige Orte an Mosel und Rhein (= Geschichtliche Landeskunde. Band 67). Steiner, Stuttgart 2009, ISBN 978-3-515-09165-7, S. 135–180.
- Jörg Poettgen: Kölner Pilgerzeichen der Heiligen Ursula - Zeugnisse einer im 12. Jahrhundert beginnenden Wallfahrt. In: Klaus Herbers, Hartmut Kühne (Hrsg.): Pilgerzeichen - "Pilgerstraßen" (= Jakobus-Studien. Band 20). Narr, Tübingen 2013, ISBN 978-3-8233-6779-6, S. 153–186.
- Jörg Poettgen: Die acht Renaissance-Glocken des Freisinger Domes. Zum 450jährigen Jubiläum eines Geläutes von europäischem Rang. In: Jahrbuch für Glockenkunde. Band 27/28, 2015, ZDB-ID 1052945-7, S. 77–90.